# Bystřice pod Hostýnem
Bystřice pod Hostýnem é uma cidade checa localizada na região de Zlín, distrito de Kroměříž.